# Жул Масне
Жул Масне (на френски: Jules Émile Frédéric Massenet) е френски композитор, известен най-вече със своите лирични опери.

## Биография и творчество
Жул Масне е роден на 12 май 1842 г. в Монто, днес част от Сент-Етиен. Жул Масне е син на Алекси Масне (1788-1863), индустриалец, производител на остриета за коси, и Аделаид Роайе дьо Маранкур (1809-1875), и е най-малкото от 12 деца в семейството.
Заминава за Париж през 1848 г. и е приет в Парижката консерватория, където изучава пиано (в класа на Адолф Лоран), солфеж и контрапункт (при Огюстен Савар и Франсоа Базен), композиция (при Анри Ребер). Получава първа награда по пиано през 1859 г. и първа награда по контрапункт през 1863 г. Приет е във Вила Медичи по препоръка на Амброаз Тома. През 1863, благодарение на кантатата си „Давид Рацио“ спечелва Голямата римска премия, която му дава възможност да остане 3 години в Италия. Там се запознава с Ференц Лист, когото замества в преподавателските задължения, а през 1866 г. се жени за една от неговите ученички, Луиз-Констанс дьо Греси.
Завръща се в Париж, където се отдава на творческа дейност. Пише опери, сред които и „Кралят на Лахор“. През 1878 е назначен за професор в Консерваторията и при него се обучават Гюстав Шарпантие, Ернест Шосон, Джордже Енеску, Анри Феврие, Шарл Кьоклен, Алберик Маняр, Габриел Пиерне, Анри Рабо, Флоран Шмит и др.
През 1884 пише най-известната си опера, Манон, по романа Манон Леско на абат Прево. Други известни негови опери са Дон Кихот, Иродиада, Сид, Жонгльорът от Нотър Дам и Вертер, по романа на Гьоте „Страданията на младия Вертер“.

## Опери на Жул Масне
- Чашата на Тулския крал;
- Хризелда;
- Херувим;
- Таис;
- Сид;
- Сафо
- Рим;
- Портретът на Манон;
- Пепеляшка;
- Наварката;
- Магьосникът
- Кралят на Лахор;
- Клеопатра;
- Иродиада;
- Дон Цезар Базански
- Дон Кихот;
- Вертер;
- Бакхус;
- Ариана;
- Амадис